# SEAT Córdoba
SEAT Córdoba представляет собой версию седана, универсала и купе супермини-автомобиля SEAT Ibiza, построенного испанским автопроизводителем SEAT . Он производился в период с 1993 по 2010 год и был связан со вторым и третьим поколениями Ibiza.

## Первое поколение (Тип6К; 1993 г.)
Первое поколение Córdoba было представлено на автосалоне во Франкфурте в 1993 году и выпущено летом того же года, создан был создан итальянским дизайнером, который был родом из Турина Джорджетто Джуджаро и основанное на шасси SEAT Ibiza Mk2.
Первое поколение было официально представлено в феврале 1993 года. Его бензиновые двигатели объемом 1,4, 1,6, 1,8 и 2,0 литра также использовались в Volkswagen Polo и Ibiza, как и 1,9 TDI . 
Хотя он основан на Ibiza, его увеличенный задний свес означал, что его длина была близка к Golf, но все же меньше, чем у Jetta . Его объем багажника составлял 474л, который может быть увеличен до 762л, путем складывания задних сидений.